# Chione
Chione (gr. Χιόνη Chiónē, łac. Chione; od gr. χιών chiṓn ‘śnieg’) – w mitologii greckiej nimfa śniegu. Była córką Boreasza, boga północnego wiatru, i Orejtyji.
Miała być matką Eumolposa, twórcy misteriów eleuzyjskich, którego miała z Posejdonem.